# La caja negra de Darwin
La caja negra de Darwin: el reto de la bioquímica a la evolución (Darwin's Black Box: The Biochemical Challenge to Evolution) es un libro de Michael J. Behe publicado originalmente en 1996 por Free Press. Behe es profesor de bioquímica en la Universidad de Lehigh en Pensilvania y miembro del Centro de Ciencia y Cultura del Discovery Institute. En el libro, Behe presenta su concepto de la complejidad irreducible y argumenta que su presencia en muchos sistemas bioquímicos indica que deben ser el resultado de un diseño inteligente más que de procesos evolutivos. En 1993, Behe había escrito un capítulo sobre la coagulación de la sangre en Of Pandas and People , presentando esencialmente los mismos argumentos pero sin emplear el término "complejidad irreducible", que más tarde presentó de forma muy similar en un capítulo de Darwin's Black Box. Behe defendió el diseño inteligente en el Caso Kitzmiller contra el Distrito Escolar de Dover.
El libro ha recibido críticas negativas por parte de muchos científicos, argumentando que las afirmaciones hechas por Behe fallan en el escrutinio lógico y equivalen a pseudociencia. Por ejemplo, en una reseña para Nature, Jerry Coyne criticó el libro por lo que vio como uso de minería de citas y ataques falsos ad hominem. El New York Times también, en una crítica escrita por Richard Dawkins, condenó el libro por haber promovido argumentos desacreditados.
El Departamento de Ciencias Biológicas de la Universidad Lehigh -el empleador de Behe-  publicó una declaración con su posición oficial en la que señala: "Nuestra posición colectiva es que el diseño inteligente no tiene su base en la ciencia, no ha sido comprobado experimentalmente, y no debe ser considerado como científico." .
A pesar de la crítica, el libro se ha convirtió en un éxito comercial y, como superventas, recibió una crítica mayoritariamente de apoyo de Publishers Weekly, que lo describió como una "crítica ingeniosa y enérgica del pensamiento neodarwinista" que puede " despertar el interés". La revista políticamente conservadora National Review votó a Darwin's Black Box como uno de sus 100 mejores libros de no ficción del siglo.

## Resumen
La "caja negra" del título se refiere a la herramienta conceptual en la que, por una u otra razón, se da por sentado el funcionamiento interno de un dispositivo, para que se pueda discutir su función. La herramienta filosófica se usa comúnmente en el discurso científico, y Behe señala que la comprensión de la estructura celular y otros aspectos de la microbiología no se entendieron mucho cuando Charles Darwin estaba vivo. Luego afirma que planea profundizar en el tema.
Behe comienza recordando al lector general los cambios de paradigma en la historia de la ciencia, en los que se examinan los fundamentos y supuestos de las teorías, lo que a veces resulta en el rechazo de una teoría pasad. Behe sugiere que tal cambio de paradigma en biología (y particularmente en evolución) es inminente debido a descubrimientos recientes (alrededor de 1996) en bioquímica. Behe reconoce la aceptación de la teoría de la evolución por parte de "la gran mayoría" de los científicos, y afirma que "la mayoría (aunque no todos) lo hacen basándose en la autoridad".
Behe considera que las aclaraciones de la historia evolutiva de varias características biológicas generalmente asumen la existencia de ciertas habilidades como punto de partida, como el ejemplo de Charles Darwin de un grupo de puntos sensibles a la luz que evolucionan hasta convertirse en un ojo a través de una serie de pasos intermedios. Luego señala que Darwin descartó la necesidad de explicar el origen del punto sensible a la luz 'simple', resume la comprensión moderna de la bioquímica de la visión y afirma que muchas otras explicaciones evolutivas enfrentan un desafío similar.
A continuación, Behe introduce y define el concepto de complejidad irreducible como un sistema con una serie de partes en el que la eliminación de cualquier parte hace que todo el sistema deje de funcionar, ofreciendo una ratonera de barra con resorte como un ejemplo familiar. En los siguientes capítulos, Behe analiza la aparente complejidad irreductible de varios sistemas biológicos, incluido el cilio, el flagelo bacteriano, la coagulación de la sangre, el sistema inmunitario y el transporte vesicular. Behe afirma que la complejidad subyacente y los mecanismos bioquímicos de los sistemas se subestiman enormemente e identifica otros sistemas similares.
Behe desarrolla uno de los principales argumentos en contra de la complejidad irreducible, la adaptación gradual: que ciertos sistemas pueden haber sido cooptados de un papel original no relacionado para asumir una nueva función como un sistema irreductiblemente complejo. Él contraargumenta que aunque es imposible considerar todos los roles posibles para cualquier componente, es extremadamente improbable que los componentes puedan cambiar de función fortuitamente dentro de un sistema complejo y que el enfoque de la teoría cambie de hacer a modificar componentes y relata intentos fallidos de descubrir caminos evolutivos para sistemas complejos dentro de revistas científicas. Behe afirma que aunque identificó afirmaciones de que había ocurrido evolución, no encontró ninguna que hubiera sido respaldada por experimentos o cálculos, y concluye el libro ofreciendo un diseño inteligente como una solución a la complejidad irreducible.

## Recepción
La Caja Negra de Darwin no fue bien recibida por la comunidad científica, que rechazó las premisas y argumentos de Behe. Kenneth Miller describió el argumento de Behe como una versión actualizada del argumento del diseño con referencia a la bioquímica (que fue repetido por otros revisores), y también cita áreas en la bioquímica y el registro fósil que demuestran que actualmente evolucionan sistemas irreductiblemente complejos. Miller también describe la teoría de Behe como infalsable, argumentando que ignora arbitrariamente la evidencia que muestra la evolución de un sistema bioquímico. En su blog, PZ Myers lo describió como "... un ejemplo de basura pseudocientífica que ha tenido una enorme influencia". En una reseña para Nature, Jerry Coyne describió el libro como proveniente del creacionismo 'populista' que fracasó en tratar honestamente con la evidencia de la evolución. Coyne también acusa a Behe de extraer citas y usar argumentos ad hominem contra los científicos mientras "acepta tímidamente" la evolución.
Una reseña en el sitio web pro-evolución talk.origins, describió el libro como "... una exposición de las fronteras de la ignorancia" y que dentro de él los sistemas fueron etiquetados como "irreduciblemente complejos" si Behe no podía imaginar un sistema más simple que todavía funcionaba. La revisión también indicó que la teoría era infalsable (haciéndose eco de Miller), con una lógica defectuosa que funcionó porque Behe no proporcionó hechos cruciales que ilustrarían sus fallas. H. Allen Orr ha llamado al argumento de Behe en el libro "...simplemente equivocado", argumentando que la adaptación gradual podría producir sistemas irreductiblemente complejos. Orr señala ejemplos de adaptación gradual ya conocidos (citando el trabajo de Hermann Joseph Muller a principios del siglo XX). Behe también es criticado por afirmar que existe una conspiración de silencio entre los científicos con respecto al "fracaso del darwinismo".
Richard Dawkins criticó el libro para The New York Times por ser lógicamente defectuoso al establecer una falsa dicotomía en la que se rechaza la evolución darwiniana a pesar de una enorme cantidad de evidencia positiva debido a una única falla aparente para explicar la complejidad irreducible. Dawkins comentó además que era un argumento que el propio Darwin había anticipado, y afirmó que el ejemplo de un flagelo bacteriano utilizado por Behe, de hecho, había sido refutado por Kenneth R. Miller en Kitzmiller v. Distrito Escolar del Área de Dover. Behe ha respondido a algunas de estas críticas.

## Creacionismo
En una revisión del artículo de Behe 'diseño vs. aleatoriedad en la evolución: ¿adónde apuntan los datos? , Denis Lamoureux criticó la Caja Negra de Darwin por haberse convertido en el centro de las críticas antievolutivas fundamentalistas y evangélicas contra la evolución biológica. Behe apoya la tergiversación históricamente incorrecta de que las opiniones de Darwin sobre el origen de la vida eran ateas, cuando El origen de las especies se refiere repetidamente a un creador en un contexto positivo y de apoyo que imprime leyes sobre la materia. Aunque Behe ha evitado comprometerse con la opinión de que Dios interviene directamente en la naturaleza para crear estructuras supuestamente complejas irreductiblemente, la Caja negra de Darwin especula brevemente que la intervención divina podría haber causado la creación directa de una célula a partir de la cual evolucionó toda la vida, lo que respalda las opiniones creacionistas de actos milagrosos de creación, pero irónicamente haciéndose eco de la declaración de Darwin: "la visión de la vida, con sus varios poderes, habiendo sido originalmente respirada en unas pocas formas o en una". La afirmación de Behe de que la creación de una primera célula original representa un "vacío" en las leyes de la naturaleza que necesita la intervención divina parece ser la posición problemática del Dios de los vacíos que está sujeta a que los vacíos se llenen con descubrimientos científicos. Otros bioquímicos, incluidos muchos cristianos devotos, se oponen a la tesis de Behe de que las estructuras irreductibles se crean "de un solo golpe", y no tiene apoyo en el registro fósil.

## Controversia de la revisión por pares
En 2005, mientras testificaba para la defensa en el juicio de Dover, Behe afirmó bajo juramento que el libro había recibido una revisión por pares más exhaustiva que un artículo académico en una revista arbitrada, una afirmación que contradecía los hechos. Cuatro de los cinco críticos literarios que reseñaron el libro (Michael Atchison, Robert Shapiro, K. John Morrow y Russell Doolittle) han hecho declaraciones que contradicen o no respaldan la afirmación de Behe de que el libro pasó una rigurosa revisión por pares.
Michael Atchison declaró que no reseñó el libro en absoluto, pero pasó 10 minutos al teléfono recibiendo una breve descripción general del libro que luego respaldó sin siquiera ver el texto.
Robert Shapiro dijo que reseñó el libro y, aunque estuvo de acuerdo con algunos de sus análisis de la investigación del origen de la vida, pensó que sus conclusiones eran falsas. Si el libro se hubiera enviado a una revista revisada por pares y este comentario hubiera aparecido, la revisión proporcionada por Shapiro habría obligado a cambiar o eliminar las conclusiones sobre el diseño inteligente.  K. John Morrow criticó el libro como espantoso y sin apoyo, lo que contribuyó a que el editor original rechazara su publicación.
Russell Doolittle, en quien Behe basó gran parte de su discusión sobre la coagulación de la sangre, lo describió como una tergiversación de una explicación simplificada que había dado en una conferencia, presentando un error de cálculo creacionista falaz de improbabilidad al omitir opciones conocidas, que también contribuyó a que una editorial rechazara la publicación del libro.
En el mismo juicio, Behe finalmente testificó bajo juramento que "No hay artículos revisados por pares de nadie que defienda el diseño inteligente respaldado por experimentos o cálculos pertinentes que brinden informes rigurosos y detallados de cómo ocurrió el diseño inteligente de cualquier sistema biológico". El resultado del juicio fue el fallo de que el diseño inteligente no es ciencia y es esencialmente de naturaleza religiosa.

## Ediciones en español
- Behe, Michael J. (2000). La caja negra de Darwin: el reto de la bioquímica a la evolución. Editorial Andrés Bello. ISBN 978-84-95407-02-3.